# MSISDN
MSISDN (Mobile Subscriber Integrated Services Digital Number) — номер мобильного абонента цифровой сети с интеграцией служб для связи в стандартах GSM, UMTS и пр. Данный номер абонента не содержится на SIM-карте, а сопоставлен с IMSI SIM-карты в HLR, и предназначается для передачи номера телефона назначенному абоненту и для получения звонков на телефон. Главный MSISDN номер используется для идентификации абонента при предоставлении большинства услуг и может быть изменен без замены SIM-карты. Возможно также сопоставить SIM-карте несколько дополнительных MSISDN для работы с факсимильной связью и передачи данных. MSISDN входит в состав долговременных данных, хранящихся в HLR и VLR.
MSISDN, как и IMSI, может достигать 15 цифр и, в соответствии с E.164, состоит из трех частей: кода страны (CC — Country Code), национального кода направления (NDC — National Destination Code) и номера абонента (SN — subscriber number). При этом конкретные длины составляющих частей регулируются международным и локальным законодательствами, например:
- Россия: CC=1 цифра (7) (следует учитывать, что из данного диапазона выделен Казахстан, у которого CC=2 цифры (77)), NDC=3 цифры (например, 903), SN=7 цифр (1234567), итого — 11 цифр (итоговый пример: 7-903-1234567).
- Украина: CC=3 цифры (380), NDC=2 цифры (например, 50), SN=7 цифр (1234567), итого — 12 цифр (итоговый пример: 380-50-1234567).
- Белоруссия: CC=3 цифры (375), NDC=2 цифры (например, 29), SN=7 цифр (1234567), итого — 12 цифр (итоговый пример: 375-29-1234567).